# Ric Mastria
Ricardo 'Ric' Mastria Takeuti (São Paulo, 29 de julho de 1985) é um guitarrista brasileiro, conhecido por ser membro da banda de hardcore Dead Fish, ex-integrante das bandas Black Mantra e Sugar Kane, e um dos fundadores da já extinta banda Level Nine.

## Biografia
Ric nasceu e cresceu na cidade de São Paulo, mais precisamente no bairro da Mooca- situado na Zona Leste da cidade.

Descendente de japoneses por parte de pai, e de italianos por parte de mãe, é o filho do meio de três irmãos, sendo o mais velho chamado Pedro Luis (3 anos mais velho) - e o mais novo chamado Victor (6 anos mais novo).

## Carreira
Seu interesse pela música começou ainda criança, tocando violão entre familiares e, aos 12 anos, ganhou sua primeira guitarra.

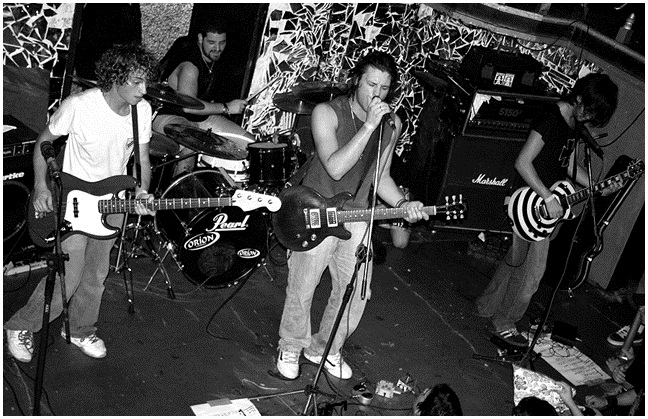
Level Nine, março de 2007.

Aos 14 anos, em 1999, formou sua primeira banda, chamada Cereal Killers que, após a saída do vocalista/baixista, em 2002, mudou de nome para Level Nine.
Em 2007, juntamente com membros das bandas Gridare e Motel, formou a banda Montecristo que, pouco antes de sua saída da mesma em 2009, mudou o nome para Cruz.
Entre 2008 e 2009, fez parte de uma banda chamada 'Cavera Rock' que, além do Ric, tinha como integrantes: Carlos Henrique (Fish), Flávio Guarnieri (Flavinho) e Luis Lopes. Algumas músicas da banda foram divulgadas no MySpace da mesma na época; porém, nunca chegaram a fazer shows.
Em junho de 2009, a banda Level Nine anunciou o seu fim, após 3 cds de estúdio e 1 split (com a banda Motel).

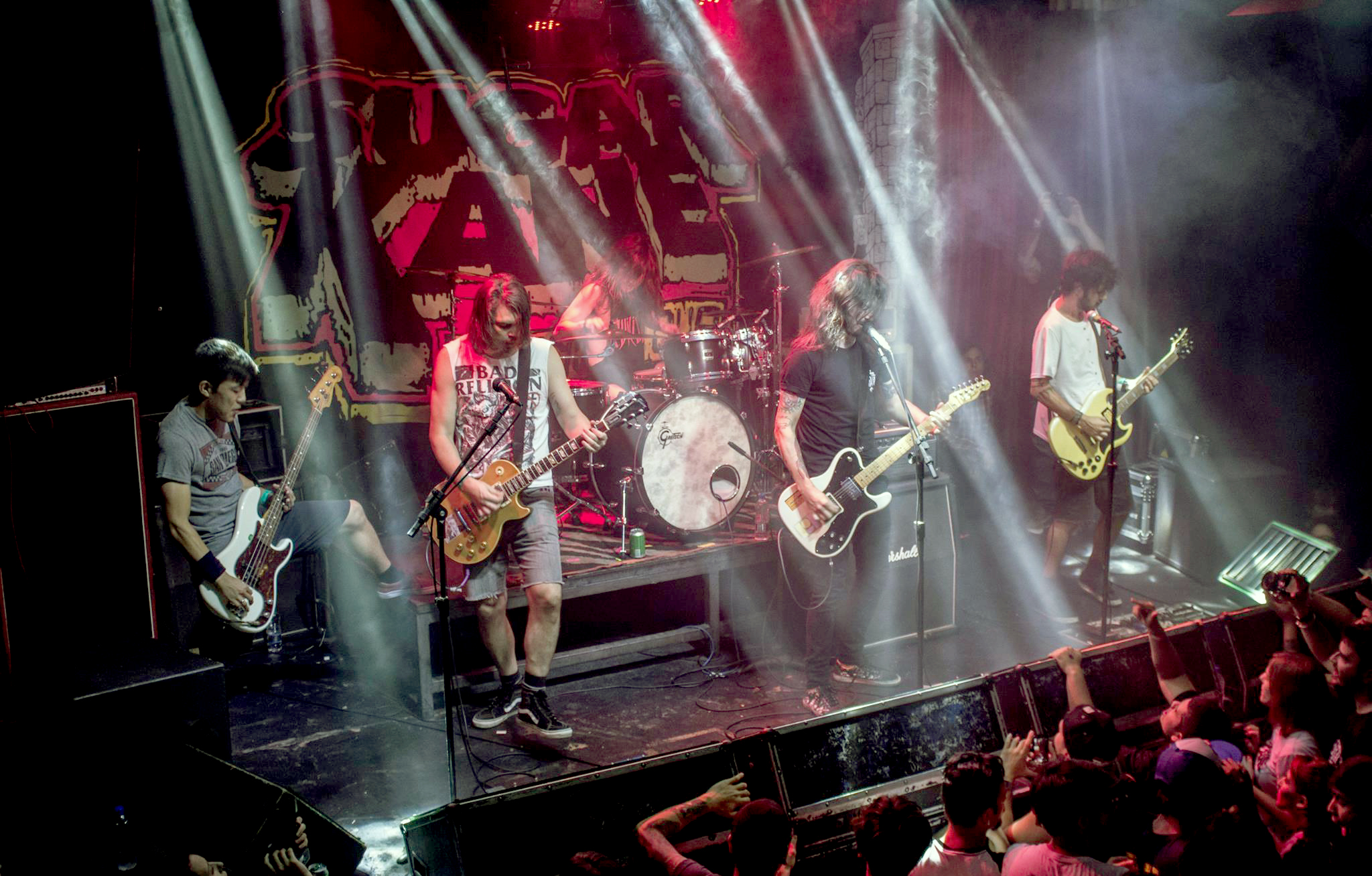
Sugar Kane, dezembro de 2017.

No mesmo mês, foi anunciada sua entrada como guitarrista na banda Sugar Kane, no lugar de Vini Zampieri.

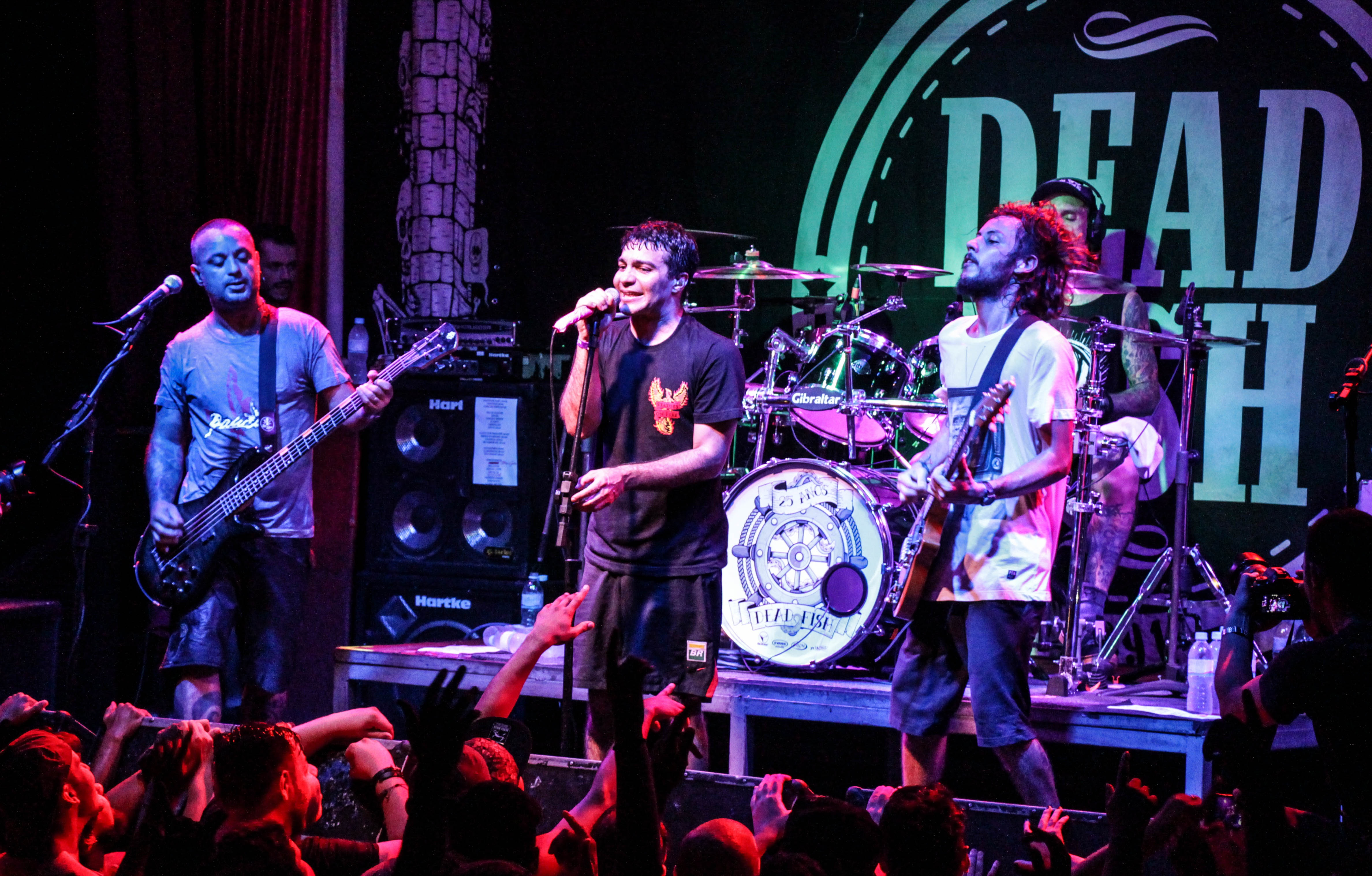
Dead Fish, janeiro de 2017.

Em 30 de setembro de 2013, a banda Dead Fish anunciou sua entrada como guitarrista, no lugar de Phil Fargnoli, fazendo com que, então, Ric integrasse duas das maiores bandas de hardcore do cenário nacional: Sugar Kane e Dead Fish.
Em outubro de 2014, devido a conflitos de agenda com projetos/bandas paralelas de alguns integrantes, e para a preservação da história da banda, a Sugar Kane anuncia hiato.
Em julho de 2016, entrou definitivamente como guitarrista na banda instrumental paulistana Black Mantra, com a qual já havia tocado algumas vezes, para substituir o guitarrista Matheus Melo.
Em 1 de fevereiro de 2017, Ric volta a tocar com a banda Sugar Kane para anunciar uma turnê de reunião em comemoração aos 20 anos da banda, que se iniciou em julho do mesmo ano.

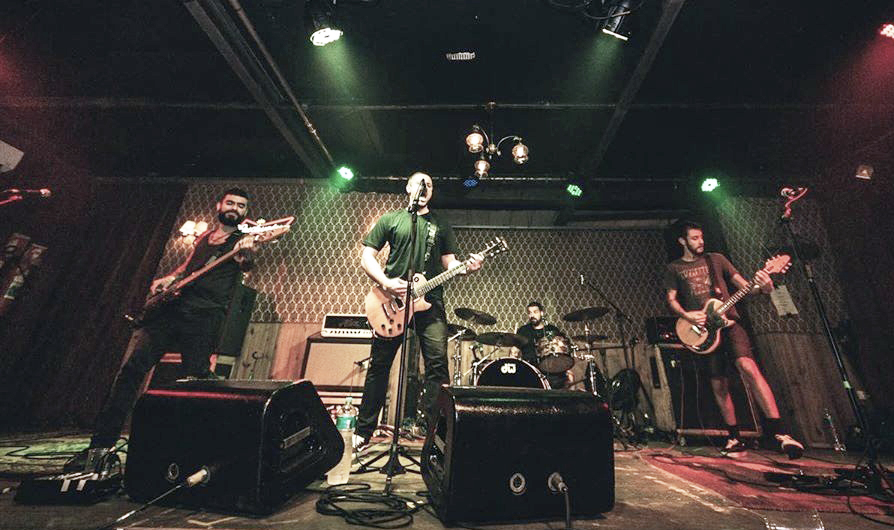
Level Nine, setembro de 2019.

Em 12 de setembro de 2019, o Level Nine se reuniu para um único show, na cidade de São Paulo, em comemoração aos 20 anos de formação da banda; com três de seus integrantes da formação original: Rafael Kumelys (vocal e guitarra base), Ricardo Mastria (guitarra solo e backing vocal) e Bruno Luglio (bateria).
Também, em setembro de 2019, apesar de o Sugar Kane voltar do hiato com divulgação de música nova, Ric anuncia que não toca mais com a banda.
Em fevereiro de 2020, alegando motivos pessoais, Ric anuncia sua saída da banda Black Mantra. 

## Vida pessoal
Em abril de 2016, Ric iniciou o namoro com a cantora e compositora Ana Julia Zambianchi, filha do cantor e compositor Kiko Zambianchi e, na época do início do relacionamento, cunhada de seu colega de banda no Sugar Kane, Alexandre 'Capilé' Zampieri; namoro este que durou 10 meses (de abril de 2015 a fevereiro de 2016).
Entre agosto e outubro de 2016, Ric teve um breve relacionamento com a redatora publicitária Júlia Velo.
Entre julho e agosto de 2018, Ric teve um breve relacionamento com a diretora e roterista Manuela Berlanga.

## Instrumentos
Eis algumas das guitarras, pedais e amplificadores que são/foram utilizados pelo Ric:
| Marca     | Modelo                           | Cor do corpo / escudo                |
| --------- | -------------------------------- | ------------------------------------ |
| Fender    | Stratocaster                     | Branco (atualmente Natural) / Branco |
| Gibson    | Les Paul Zakk Wylde Bullseye     | -                                    |
| Gibson    | Sonex 180 Custom                 | Preto / Preto                        |
| Gibson    | Flying V                         | Preto / Preto                        |
| Gibson    | Les Paul SG                      | Verde / -                            |
| Gibson    | Les Paul                         | Gliter prata                         |
| Gibson    | Explorer                         | Preto / Metálico                     |
| Giannini  | Les Paul GG09                    | Natural / -                          |
| Gibson    | Flying V                         | Vermelho / Branco                    |
| Gibson    | SG Faded                         | Vermelho / Preto                     |
| Fender    | Telecaster California Series     | Natural / Preto                      |
| Gibson    | ES335                            | Preto / Branco                       |
| Gibson    | Les Paul R8 Standard Custom Shop | -                                    |
| Gibson    | Les Paul Studio 70's Tribute     | Vermelho / Preto                     |
| Gibson    | Les Paul Custom Cherryburst      | -                                    |
| Gibson    | SG Standard                      | Natural / Preto                      |
| Gibson    | SG Special Faded                 | Worn cherry / Preto                  |
| Gibson    | Marauder                         | Natural / Preto                      |
| Giannini  | Les Paul SG Custom               | Creme / Preto                        |
| Innsbruck |                                  | Creme / Branco                       |
| Gibson    | S-1                              | Preto / Branco                       |
| Giannini  | Diamond semi-acústica            | Preto / Preto                        |
| Gibson    | Les Paul Custom AE09D            | Sun burst / Preto                    |

| Marca            | Modelo                                   |
| ---------------- | ---------------------------------------- |
| Electro Harmonix | Holy Grail Plus                          |
| BOSS             | Tremolo Tr2                              |
| Tc Electronic    | Corona Chorus                            |
| BOSS             | PS-6 HARMONIST                           |
| Alien            | Origami Overdrive                        |
| Pro Co           | The RAT                                  |
| BOSS             | Noise Suppressor Ns-2                    |
| Electro Harmonix | Deluxe Memory Boy Analógico com Tap Temp |
| Vox              | Classic Wah Wah                          |
| Alien            | Space-O-Verb                             |
| Ibanez           | Super Stereo Chorus Sc10                 |
| Beetronics       | WhoctaHell                               |
| Beetronics       | OverHive                                 |
| BOSS             | Afinador Chromatic Tuner Tu-3            |

| Marca    | Modelo         |
| -------- | -------------- |
| Peavey   | 5150           |
| Marshall | JCM 800        |
| Soldano  | Hot Rod 50w    |
| Jet City | Jca 50w        |
| Fender   | Bandmaster     |
| Fender   | Twin           |
| Alien    | Monster 50w    |
| Alien    | Evolution 100w |

Inclusive, a partir de junho de 2014, Ric se tornou endorser da marca nacional Alien, que produz Amplificadores e Pedais.
E, em junho de 2017, junto ao Dead Fish, se tornou endorser de cordas da marca nacional Giannini, que produz instrumentos musicais e encordoamentos.

## Discografia

##### Demos
- Agora tanto faz - Level Nine (2002)
- Montecristo - Montecristo/Cruz (2008)

##### Álbuns
- Sobre retratos e histórias - Level Nine (2004)
- Duelo de egos - Level Nine (2005)
- Cobra - Level Nine (2008)
- Ignorância Pluralística - Sugar Kane (2014)
- Vitória - Dead Fish (2015)
- Black Mantra[14] - Black Mantra (2017)
- Ponto Cego[15] - Dead Fish (2019)
- VXNTX VXNTX[16] - Black Mantra (2020)
- 30 + 1 - Dead Fish (2022)
- Labirinto da Memória - Dead Fish (2024)

##### Split's
- Split Level Nine & Motel - Level Nine (2006)

##### Ep's
- These days[17] - Sugar Kane (2010)
- Digital native - Sugar Kane (2010)
- Fuck the emo kids[18] - Sugar Kane (2011)
- Debut[19] - Luke & No Friends (2017)

##### Participações
- Cruz - Vol. 1 (2011)

part. nas faixas 'Above the water' e 'Sin city'.
- Maldito superego - Camila Teixeira (2013)

part. nas faixas 'Belavida', 'No mesmo lugar' e 'O que eu não quero ser'.
- Sombras coloridas - Lucas Bernoldi (2014)

part. na faixa 'Árvores'.
- Casa Moxei - Sala Espacial (2015)

part. na faixa 'Nathalia'.
- Feeexta - Camarones Orquestra Guitarrística (2017)[20]

part. na faixa 'EarlyRichard'.
- Mess - Deb and the Mentals (2017)[21]

part. na faixa 'Let you down'.
- Lazarus - Lazarus (2017)

part. na faixa 'Suavecita II'.
- Pede pra descer [Single] - Adonai MC (2017)

- Death rides a crazy horse - Corona Kings (2017)

part. na faixa 'Inner giant'.
- Year 3000 - Water Rats (2017)

part. nas faixas 'Sleepy Jimmy' e 'Wrat trap'.
- Violet Soda - Here we go again (2018)[22]

part. nas faixas 'Take me' e 'Friends'.
- Devilish - SUPERFREAKTION (2018)[24]

part. na faixa 'Bad ideas'. [guitarra e vocais graves]
- Netuno - Lazarus (2020)

part. na faixa Tamanduatei

## Videografia
| Ano  | Título                                     | Tipo         | Banda       |
| ---- | ------------------------------------------ | ------------ | ----------- |
| 2008 | Sente o perigo                             | Clipe        | Level Nine  |
| 2009 | Chains                                     | Clipe        | Cruz        |
| 2009 | Todos nós vamos morrer                     | Clipe        | Sugar Kane  |
| 2010 | Revolução                                  | Clipe        | Sugar Kane  |
| 2010 | Rockstar                                   | Clipe        | Sugar Kane  |
| 2011 | High in the sky                            | Clipe        | Sugar Kane  |
| 2011 | Goodbye my friends (Ao vivo no SWU 2011)   | Clipe        | Cruz        |
| 2012 | Rock falido                                | Clipe        | Sugar Kane  |
| 2012 | 15 anos AO VIVO em Fortaleza               | DVD          | Sugar Kane  |
| 2013 | Último trem                                | Clipe        | Fake Number |
| 2014 | Fui eu                                     | Clipe        | Sugar Kane  |
| 2015 | Vitória                                    | Clipe        | Dead Fish   |
| 2015 | Selfegofactóide                            | Clipe        | Dead Fish   |
| 2017 | Sausalito                                  | Clipe        | Dead Fish   |
| 2017 | XXV anos AO VIVO em São Paulo              | DVD          | Dead Fish   |
| 2017 | Cara violência                             | Clipe        | Dead Fish   |
| 2017 | Asfalto - 25 anos de Dead Fish (1991.2016) | Documentário | Dead Fish   |
| 2018 | Sem remédio                                | Lyric Video  | Dead Fish   |
| 2019 | Sangue nas mãos                            | Lyric Video  | Dead Fish   |
| 2019 | A inevitável mudança                       | Lyric Video  | Dead Fish   |
| 2019 | Sombras da caverna                         | Clipe        | Dead Fish   |
| 2020 | Não termina assim                          | Clipe        | Dead Fish   |

## Prêmios
- Prêmio Rock Show de 'Melhor DVD' por 'Sugar Kane - 15 anos AO VIVO em Fortaleza' de 2012.[36]
- Prêmio Dynamite de 'Melhor Álbum de Punk/Hardcore' por 'Dead Fish - Vitória' de 2015.